# چانگان یونی-تی
چانگان یونی-تی یک کراس‌اوور کامپکت است که از سال ۲۰۲۰ توسط چانگان اتومبیل تولید می‌شود.

## بررسی اجمالی

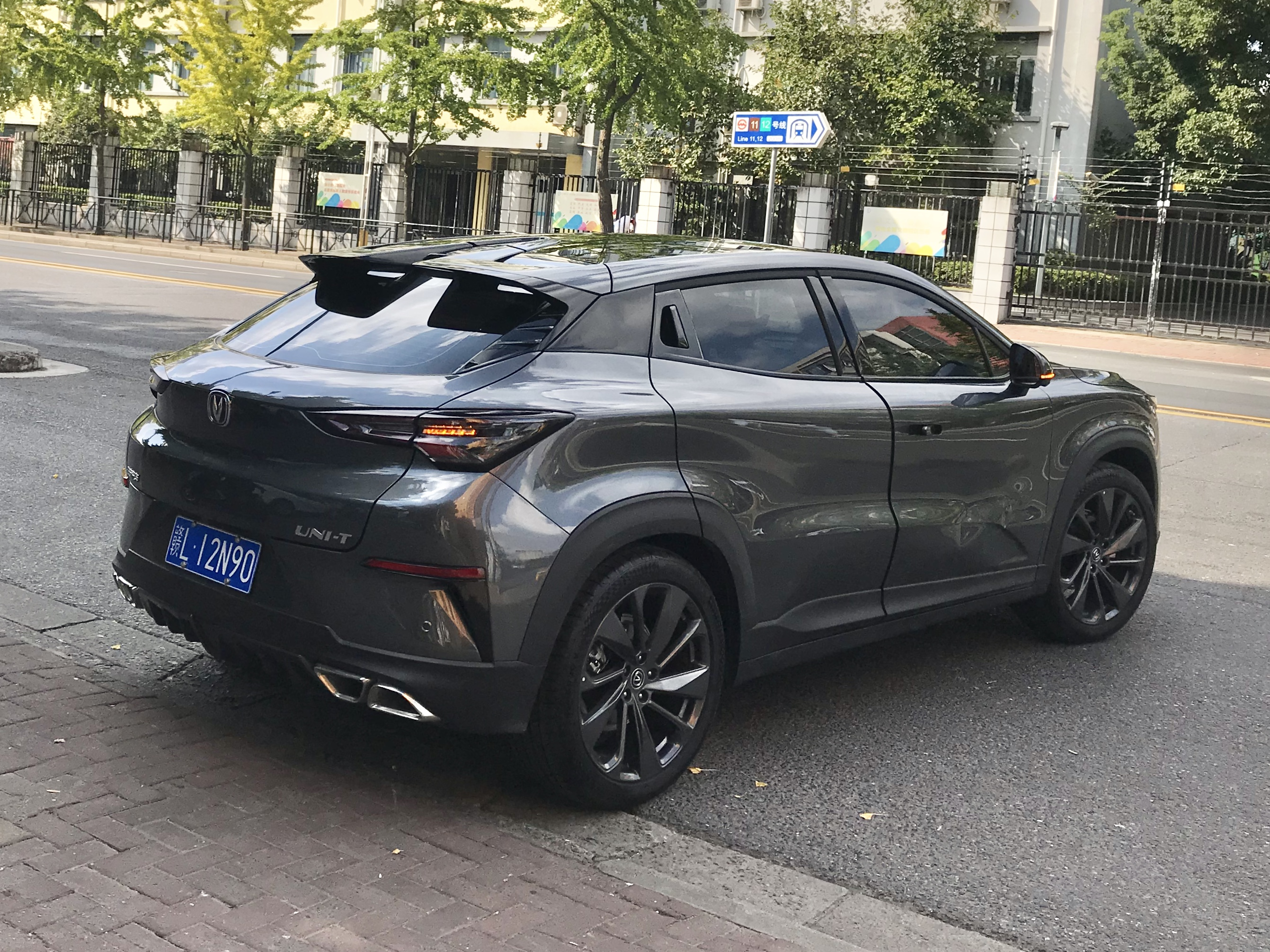
نمای عقب

این خودرو برای اولین بار درقالب یک خودروی مفهومی در سال ۲۰۱۷ توسط چانگان معرفی شد.
مدل تولیدی این خودرو قرار بود در سال ۲۰۲۰ در نمایشگاه اتومبیل ژنو رونمایی شود. با این حال، نمایش در ۲۸ فوریه سال ۲۰۲۰ به دلیل دنیاگیری کووید-۱۹ لغو شد، و منجر شد که به صورت غیررسمی وارد بازار شود. این مدل در ژوئن سال ۲۰۲۰ وارد بازار چین شد.
این خودرو از یک پیشرانه ۱٫۵ لیتری بنزینی توربوشارژر با ۱۳۲ کیلووات (۱۷۷ اسب بخار) طبق گفته سازنده بهره می‌برد، بعداً یک موتور بنزینی دو لیتری قوی تر به این خودرو اضافه می‌شود.